# Герб Старої Рафалівки
Герб Старої Рафалівки — офіційний символ села Стара Рафалівка Вараського району Рівненської області. Затверджений рішенням сесії Старорафалівської сільської ради від 14 серпня 1997 року.

## Опис (блазон)
У червоному полі золота булава, обабіч неї по срібному лапчастому хресту.

## Зміст
Булава відображає історію поселення та роль Павла Тетері у розвитку містечка. Червоне поле уособлює боротьбу проти загарбників за незалежність рідної землі, а хрести є символом пам’яті про загиблих у боях земляків. Срібні хрести в червоному полі також підкреслюють традицію історичного герба Волині. 
Щит увінчано червоною міською короною, що вказує на село, яке давніше було містечком.

## Автори
Автори — А. Б. Гречило та Ю. П. Терлецький.